# 普林尼鎮區 (明尼蘇達州艾特金縣)
普林尼鎮區（英語：Pliny Township）是位於美國明尼蘇達州艾特金縣的一個行政鎮區。

## 地方資料
普林尼鎮區的面積為94.20平方千米，當中陸地面積為94.00平方千米，而水域面積為0.20平方千米。根據2020年美國人口普查的數據，當地共有人口162人，而人口密度為每平方千米1.72人。